# 村尾誠一
村尾 誠一（むらお せいいち、1955年8月10日 - ）は、日本文学者、専門は日本古典文学。学位は、博士（文学）（東京大学）。東京外国語大学名誉教授。

## 略歴
東京都武蔵野市生まれ。1979年学習院大学文学部卒業、1987年東京大学大学院人文科学研究科博士課程単位取得退学、東京外国語大学外国語学部助手、1989年講師、1993年助教授、2002年教授、2009年同総合国際学研究院教授（大学院重点化に伴う配置換え）。2015年同大学国際日本学研究院教授、2021年東京外国語大学を定年退職、名誉教授。2010年、「中世和歌史論 新古今和歌集以後」で東京大学より博士（文学）学位取得。

## 著書
- 『残照の中の巨樹 正徹』新典社、2006年
- 『中世和歌史論 新古今和歌集以後』青簡舎 2009年
- 『コレクション日本歌人選 藤原定家』笠間書院 2011年
- 『コレクション日本歌人選 会津八一』笠間書院 2019年

### 共著・校訂
- 飛鳥井雅世『新続古今和歌集 和歌文学大系』明治書院、2001年
- 久保田淳・馬場あき子編、山田洋嗣・渡部泰明と編集委員『歌ことば歌枕大辞典』角川書店、1999年
- 『平安文学研究生成』伊東祐子・宇佐美昭徳・神田龍身・福留温子共編 笠間書院 笠間叢書、2005年
- 『竹乃里歌 和歌文学大系』明治書院、2016年